# Pirati dei Caraibi - Ai confini del mondo
Pirati dei Caraibi - Ai confini del mondo (Pirates of the Caribbean: At World's End) è un film del 2007 diretto da Gore Verbinski, prodotto da Walt Disney Pictures, in co-produzione con Jerry Bruckheimer Films, e distribuito da Buena Vista International.
Scritto da Ted Elliott e Terry Rossio, ispirato all'attrazione Pirates of the Caribbean dei Parchi Disney, il film è il terzo film della serie di Pirati dei Caraibi. Il cast è composto da Johnny Depp, Orlando Bloom, Keira Knightley e Geoffrey Rush ed è stato girato insieme al secondo capitolo della serie, Pirati dei Caraibi - La maledizione del forziere fantasma.
Il film è uscito il 23 maggio 2007 in Italia e il 25 maggio 2007 negli Stati Uniti. Accolto tiepidamente dalla critica e campione di incassi, il film ha ottenuto diversi riconoscimenti e due candidature agli Oscar 2008 (miglior trucco e migliori effetti speciali).

## Trama
A Port Royal, Lord Cutler Beckett fa condannare all'impiccagione molte persone accusate di pirateria. Durante una di queste esecuzioni, molti detenuti riescono a cantare una canzone che invoca l'intervento del Consiglio della Fratellanza Piratesca. Pertanto Beckett incarica Davy Jones, ora ai suoi comandi, di distruggere tutte le navi fuorilegge.
Will Turner, Elizabeth Swann, Hector Barbossa, Joshamee Gibbs e Tia Dalma si recano a Singapore da Sao Feng per ottenere le carte nautiche necessarie per arrivare allo scrigno del malvagio Davy Jones, dentro cui sono intrappolati Jack Sparrow e la Perla Nera. Jack, Barbossa e Feng fanno infatti parte dei Nove Pirati Nobili, che dovranno riunirsi per fronteggiare la minaccia della Compagnia delle Indie Orientali.
Mentre i soldati di Beckett attaccano i pirati a Singapore, Will ottiene le carte da Feng, promettendo di cedergli Jack e chiedendo in cambio la Perla Nera, così da poter salvare suo padre Sputafuoco dall'Olandese Volante.
Navigando oltre i confini del Mondo la ciurma raggiunge la dimensione nella quale sono stati intrappolati Jack e la Perla Nera attraverso lo scrigno e dopo l'attacco del Kraken. Sulla via del ritorno, la Perla incontra diverse anime defunte tra cui il padre di Elizabeth nonché Governatore Swann, fatto uccidere da Beckett. Swann rivela loro che chi pugnalerà il cuore di Davy Jones dovrà prendere il suo posto come capitano dell'Olandese Volante e scortare le anime dei morti in mare all'altro mondo.
Riemersi dal limbo attraverso un espediente intuito da Jack, la ciurma viene imprigionata da Sao Feng che si rivela essere sempre stato d'accordo con Beckett. Mentre Jack prende tempo per organizzare la sua fuga imbrogliando Beckett, Barbossa convince Feng a stare dalla parte dei pirati, sostenendo di poter vincere contro Davy Jones e Beckett liberando la dea Calypso, confinata nel corpo di Tia Dalma; in cambio, Feng chiede che gli sia consegnata Elizabeth, in quanto crede erroneamente che sia proprio lei la reincarnazione della dea.
La nave di Feng viene attaccata dall'Olandese Volante e Feng viene colpito da una cannonata; prima di morire, nomina Elizabeth capitano e suo successore tra i nove Pirati Nobili. Poco dopo, però, ella è presa prigioniera da Jones con la sua ciurma. Fortunatamente James Norrington permette la loro fuga sulla Perla Nera, riuscendo persino a dare un primo e ultimo bacio a Elizabeth a costo della sua stessa vita, venendo infatti ucciso da Sputafuoco Bill ormai succube della nave.
Intanto, a bordo della Perla, Jack ha gettato Will in mare con la sua bussola magica, contando che questi si faccia recuperare da Beckett e gliela consegni. Il piano di Jack prevede che la Marina raggiunga la Baia dei Relitti in modo che lui e la Fratellanza dei Pirati possano tendergli un'imboscata. Jack vuole diventare immortale trafiggendo al posto di Will il cuore di Jones ma facendo comunque ricongiungere l'amico Turner con suo padre e con Elizabeth.
Giunti alla Baia dei Relitti, i Pirati Nobili danno inizio al consiglio. Barbossa propone di liberare Calypso per sconfiggere Beckett, ma Jack sostiene che sia meglio affrontarlo senza la collaborazione della Dea. Secondo il Codice dei Pirati, però, un atto di guerra può essere annunciato solo dal Pirata Re, eletto tramite votazione: grazie al voto di Sparrow, la mansione viene affidata a Elizabeth.
All'arrivo delle navi nemiche, Elizabeth, Barbossa e Jack incontrano Will, Beckett e Jones su un lembo di terra. Elizabeth ha in mente un piano: Will andrà con loro in modo che possa fornire informazioni sulla flotta nemica, mentre Jack, salendo a bordo dell'Olandese Volante, potrà sabotarli e uccidere Davy Jones pugnalando il suo cuore. Un ignaro Beckett accetta lo scambio ma, nonostante il piano, Barbossa libera ugualmente Calypso contando sulla sua benevolenza, anche se la dea ha in realtà intenzione di scatenare la sua furia contro i pirati per averla imprigionata. Tuttavia, quando Will le rivela che era stato Davy Jones, innamorato e deluso da lei, a dire al primo consiglio dei Pirati come imprigionarla, Calypso, frustrata e sconvolta, decide di risparmiare i pirati e si dissolve in migliaia di granchi.
La Perla Nera e l'Olandese Volante si scontrano in un Maelstrom evocato da Calypso. Durante la battaglia, Will ed Elizabeth si fanno sposare da Barbossa.
Sull'Olandese Volante, nel bel mezzo degli scontri, Jack (che si è liberato dalle segrete della nave in cui era stato rinchiuso) duella con Jones per ottenere il forziere e le chiavi che lo aprono; alla fine riesce a prendere il cuore e minaccia il mostruoso avversario ma questi, per tutta risposta, trafigge Will con una spada; allora Jack, sacrificando il desiderio di governare l'Olandese per salvare il suo vecchio amico, fa in modo che sia proprio quest'ultimo, ormai morente, a pugnalare il cuore. Davy Jones muore e precipita nel Maelstrom mentre Will sale al comando dell'Olandese Volante, in quanto ha ucciso il precedente capitano, e il suo cuore viene posto nel forziere. Elizabeth e Jack si mettono in salvo lasciando Will e la ciurma dell'Olandese al loro destino ma facendo capire a Will che non lo abbandoneranno. Poco dopo, dalle acque del mare, riemerge l'Olandese, ora capitanato da Turner. Quest'ultimo e la Perla Nera affiancano e distruggono l'Endeavour, nave ammiraglia della compagnia delle indie, sconfiggendo finalmente Lord Beckett, colto di sorpresa dall'attacco combinato delle due ciurme di pirati. A quel punto, le navi della Compagnia si ritirano.
Ora che Will è legato al compito di trasportare le anime dei defunti all'altro mondo per dieci anni, prima di poter scendere a terra per un giorno, è costretto a consumare il matrimonio con Elizabeth prima del calare del sole, promettendole che lui ritornerà se lei sarà disposta ad aspettarlo.
Durante una sosta a Tortuga, Barbossa fugge con la Perla Nera, lasciando Jack e Joshamee Gibbs a terra. Jack però - prevedendo il tradimento - è riuscito a sottrarre le carte nautiche e parte alla ricerca della Fonte dell'eterna Giovinezza.
In una scena dopo i titoli di coda, ambientata dieci anni dopo, si vede Elizabeth sulla costa con il figlio; i due guardano insieme l'orizzonte, quando compare l'Olandese Volante con a bordo Will.

## Produzione
Gli effetti speciali del film sono stati curati e realizzati dalla Industrial Light & Magic. La produzione del film è durata più di due anni: è iniziata il 5 gennaio 2005 ed è terminata il 12 aprile 2007.
Nel film è presente anche Keith Richards, chitarrista dei Rolling Stones, che interpreta il ruolo di Capitan Edward Teague, padre di Jack e custode del Codice dei Pirati.
Per la realizzazione del duello finale nel maelstrom tra la Perla Nera e l'Olandese Volante ci sono voluti circa 600 addetti per la costruzione del set e ben tre mesi di riprese che sono state effettuate con la tecnologia blue screen all'interno di una grossa vecchia fabbrica di Boeing situata nei pressi della periferia di Los Angeles, mentre per gli sfondi che vi sono nella battaglia tra cui la tempesta, il mare e lo stesso maelstrom sono stati creati virtualmente al computer e inseriti in fase di montaggio.
Le riprese del film in generale si sono svolte in gran parte in concomitanza con quelle de La maledizione del forziere fantasma e sono iniziate anche loro il 28 febbraio 2005 come quelle del secondo film che però sono terminate il 23 dicembre 2005; le riprese di Ai confini del mondo si sono svolte per la maggior parte nelle Bahamas e nei dintorni, come nei precedenti due film e si sono concluse il 17 marzo 2006, quasi tre mesi dopo quelle del secondo film. A differenza del resto del film che è stato girato interamente ai Caraibi, la scena che appare dopo i titoli di coda è stata ripresa sulle coste dell'Irlanda del Nord. Il budget per la realizzazione del terzo film è il più elevato della serie, ammontando a 300000000 $.

## Distribuzione

### Date di uscita
Il film, come i precedenti due, è stato presentato in anteprima assoluta a Disneyland in Florida, il 19 maggio 2007. Il 23 maggio 2007 regia e cast si sono recati al Disneyland di Tokyo per l'anteprima internazionale.
È uscito il 23 maggio 2007 in Italia (in anteprima nazionale il 22 maggio in molti cinema multisala). All'uscita del film nelle sale italiane sono state distribuite più di 1500 copie. Il film venne distribuito nel corso del 2007 con le seguenti date:
- 23 maggio in Belgio (Pirates des Caraïbes : Jusqu'au bout du monde), Francia (Pirates des Caraïbes : Jusqu'au bout du monde), Danimarca (Pirates of the Caribbean: Ved verdens ende), Svezia (Pirates of the Caribbean - Vid världens ände), Finlandia (Pirates of the Caribbean: Maailman laidalla) e Italia
- 24 maggio negli Stati Uniti d'America, in Australia, Regno Unito, Nuova Zelanda, Germania, Spagna e Portogallo
- 25 maggio in Brasile (Pirates do Caribe - No fim do mundo), Giappone, Messico (Pirates del Caribe - El fin de Mundo) e Turchia (Karayip Korsanları - Dünyanın sonu)
- 1º giugno in India
- 12 giugno in Cina

### Doppiaggio italiano
La direzione del doppiaggio e i dialoghi italiani sono a cura di Carlo Cosolo, per conto della Cast Doppiaggio srl.

### Edizioni home video
La Disney ha distribuito il film in DVD negli Stati Uniti d'America il 4 dicembre 2007, mentre nel mercato italiano è stato messo in commercio il 29 novembre 2007. Il film è uscito in entrambe le nazioni disponibile in edizione disco singolo e disco doppio, il secondo dei quali contiene più di 5 ore di extra. È stata messa inoltre in vendita lo stesso giorno sia l'edizione del film in alta definizione Blu-ray Disc, che la i primi tre film della serie con quattro dischi.

## Accoglienza

### Incassi
Nel primo giorno di programmazione negli Stati Uniti, il 24 maggio, il film ha incassato $ 13.240.044 segnando un record, battuto nel 2018 da Solo: A Star Wars Story (14,1 milioni).
Pirati dei Caraibi - Ai confini del mondo ha guadagnato $ 309.420,425 in Nord America e $ 654.000.000 in altri paesi, per un totale mondiale di $ 963.420.425. È il film con il maggior incasso del 2007 e il terzo della serie Pirati dei Caraibi per livello di profitto. Rispetto al suo predecessore, ha incassato molto meno al botteghino nordamericano, ma di più all'estero. Durante il suo weekend di apertura mondiale, ha incassato $ 344,0 milioni, diventando così la settima più grande apertura.

### Critica
Su Rotten Tomatoes il film ha un punteggio di approvazione del 43% basato su 226 recensioni, con una valutazione media di 5,5/10; il consenso critico del sito web recita: "Pirati dei Caraibi - Ai confini del mondo fornisce le scene d'azione elettrizzanti, ma mescola troppi personaggi con troppi thread della trama incomprensibili." Su Metacritic, il film ha ricevuto un punteggio medio di 50 su 100, basato su 36 critici, che indica "recensioni contrastanti o medie".
Drew McWeeny ha elogiato la complessità del film poiché gli conferisce un valore di visione ripetuta e la sua conclusione come "forse la mossa più astuta che fa". Todd Gilchrist ha trovato la storia troppo simile ad altre trilogie cinematografiche come Star Wars, ma ha elogiato i valori di produzione.
In Cina il film ha avuto molte critiche e censure per circa 10 minuti di sequenza, soprattutto nella parte iniziale: tra le scene tagliate, quella in cui Sao Feng dice "Benvenuti a Singapore". La critica cinematografica cinese ha criticato l'interpretazione di Chow Yun-Fat, ritenendola di danno all'immagine e alla cultura cinese; inoltre ha contestato la raffigurazione di una Singapore infestata dalla pirateria, affermando che nella realtà a quei tempi la situazione era completamente diversa.

## Riconoscimenti
- 2008 - Premio Oscar
  - Nomination Miglior trucco a Ve Neill e Martin Samuel
  - Nomination Migliori effetti speciali a John Knoll, Hal T. Hickel, Charles Gibson e John Frazier
- 2008 - Premio BAFTA
  - Nomination Migliori effetti speciali a John Knoll, Hal T. Hickel, Charles Gibson e John Frazier
- 2008 - Screen Actors Guild Award
  - Nomination Migliori controfigure cinematografiche
- 2008 - Saturn Award
  - Miglior trucco a Ve Neill e Martin Samuel
  - Nomination Miglior film fantasy
  - Nomination Migliori costumi a Penny Rose
  - Nomination Migliori effetti speciali a John Knoll, Hal T. Hickel, Charles Gibson e John Frazier
- 2008 - MTV Movie Awards
  - Miglior performance comica a Johnny Depp
  - Nomination Miglior film
  - Nomination Miglior performance femminile a Keira Knightley
- 2007 - National Movie Awards
  - Nomination Miglior film per la famiglia
  - Nomination Miglior performance maschile a Johnny Depp
  - Nomination Miglior performance femminile a Keira Knightley
- 2008 - People's Choice Awards
  - Film preferito
  - Sequel preferito
  - Star maschile cinematografica preferita a Johnny Depp
  - Attrice preferita in un film d'azione a Keira Knightley
  - Nomination Attore preferito in un film d'azione a Johnny Depp

- 2008 - Razzie Awards
  - Nomination Peggior attore non protagonista a Orlando Bloom
- 2007 - Satellite Award
  - Nomination Miglior suono a Christopher Boyes, Paul Massey, Lee Orloff e George Watters II
- 2007 - Scream Award
  - Nomination The Ultimate Scream
  - Nomination Miglior film fantasy
  - Nomination Miglior sequel
- 2007 - Teen Choice Awards
  - Miglior film d'azione/avventura
  - Miglior attore in un film d'azione/avventura a Johnny Depp
  - Miglior attrice in un film d'azione/avventura a Keira Knightley
  - Miglior cattivo a Bill Nighy
  - Miglior coppia a Keira Knightley e Orlando Bloom
  - Miglior combattimento a Orlando Bloom vs ciurma dell'Olandese Volante
  - Nomination Miglior attore in un film d'azione/avventura a Orlando Bloom

## Altri media

### Videogiochi
Lo stesso giorno in cui il film ha debuttato nelle sale europee, è uscito il videogioco ispirato alla storia del film (anche se i livelli iniziali del gioco sono riferiti al secondo film) il gioco è disponibile per PC, PS3, PS2, PSP, Xbox 360, Nintendo Wii e Nintendo DS.

## Sequel
Poco prima dell'uscita del film, è stato annunciato un quarto film intitolato Pirati dei Caraibi - Oltre i confini del mare, con Johnny Depp e Geoffrey Rush che riprendono i ruoli di Jack e Barbossa, ai quali si aggiungono Penélope Cruz, Ian McShane, Stephen Graham, Sam Claflin, Astrid Berges-Frisbey, Richard Griffiths e Óscar Jaenada. La pellicola avrebbe visto il ritorno di Elliot e Rossio come sceneggiatori, mentre la regia sarebbe andata a Rob Marshall. Il film è uscito il 18 maggio 2011 in Italia e il 20 maggio 2011 negli Stati Uniti.